# ESPN Inc
ESPN Inc. es un conglomerado de medios deportivos multinacional estadounidense propiedad de The Walt Disney Company, con Hearst Communications como accionista. Posee varias operaciones de transmisión de deportes, incluidos canales de cable (como el homónimo ESPN), una red de radio deportiva, un sitio web complementario y otros activos.
Formando la división de contenido deportivo de Disney, está dirigida por James Pitaro. ESPN se promociona a sí mismo como el «Líder mundial en deportes». La mayoría de la programación en las cadenas de ESPN consiste en eventos deportivos en vivo o en diferido, programación de noticias deportivas, programas de entrevistas sobre deportes y series y documentales originales.

## Historia
El 7 de febrero de 1979, Bill Rasmussen logró que la NCAA aceptara, en principio, otorgar a ESPN los derechos de transmisión de los deportes de la NCAA. Al día siguiente, en la exposición Texas Cable Show, logró que las compañías de cable se unieran. En ese momento se estaba hablando de un contrato de publicidad con Anheuser-Busch, y Getty Oil se incorporó como su principal fuente de capital. En 1979, Rasmussen compró el primer acre de tierra para la sede de ESPN en Bristol, Connecticut. Con un plan de pago razonable en julio de 1979, Rasmussen arrendó el transpondedor Satcom 1 de RCA usando su tarjeta de crédito. Anheuser-Busch se convirtió en uno de los principales patrocinadores y firmó un contrato publicitario de 1,4 millones de dólares estadounidenses, un récord en ese momento. Getty Oil invirtió $10 millones de dólares en ESPN obteniendo una participación mayoritaria en 1979.
El 7 de septiembre de 1979, el canal de cable ESPN salió al aire, con 24 horas de programación los fines de semana y horario limitado durante la semana. 625 afiliados al sistema de cable se inscribieron en el lanzamiento y tenían un millón de hogares suscritos en total (de 20 millones de hogares con cable). El primer juego del canal contó con Milwaukee Schlitz y Kentucky Bourbons en el juego decisivo de la serie de campeonato de la American Professional Slo-Pitch League.
El presidente de NBC Sports, Chet Simmons, fue contratado para ayudar a administrar el canal de cable. Simmons y Rasmussen estaban en desacuerdo con los ejecutivos de Getty Oil que estaban del lado de Simmons. A fines de 1980, Stuart Evey, ejecutivo de Getty Oil para ESPN, destituyó a Rasmussen como presidente de la compañía, relegándolo a un papel ceremonial. Rasmussen se fue en 1981 y vendió sus acciones restantes en 1984.
En 1980, la compañía fue nombrada en una solicitud de divorcio de Texas. La inauguración de su sede tuvo lugar un año antes. La transmisión a tiempo completo comenzó en septiembre de 1980. La programación adicional en ese momento incluía combates de boxeo semanales.
Invirtiendo otros $15 millones de dólares en la empresa y sin esperar ganancias en el corto plazo, Getty utilizó al consultor de gestión McKinsey & Co. para evaluar el futuro de ESPN. El consultor principal de McKinsey fue Roger Werner, quien pensó que con otros $120 millones de dólares y cinco años ESPN se convertiría en una fuente de ganancias. Werner pronto fue contratado por ESPN como vicepresidente de finanzas, administración y planificación y desarrolló un nuevo plan de negocios. Werner desarrolló una nueva fuente de ingresos más allá de la publicidad al iniciar tarifas de afiliados revolucionarias pagadas por los operadores de cable por número de suscriptores a partir de 6 centavos. Entre el cierre de CBS Cable en octubre de 1982 y el nuevo director ejecutivo, Bill Grimes, convencen a la mayoría de los proveedores de cable reacios a pagar. Para 1985, la tarifa era de 10 centavos.
ESPN comenzó a expandirse a otras naciones y canales adicionales. La unidad ESPN International se formó en 1988 para iniciar canales en otras naciones comenzando con ESPN Latinoamérica en 1989. En 1992, se lanzó ESPN Asia. ESPN se asoció con TF1 y Canal+ para una remodelación de Eurosport para ingresar a Europa.
RJR Nabisco vendió su participación del 20 por ciento en ESPN a Hearst Corporation. Werner renunció como director ejecutivo y presidente en octubre de 1990 para ocupar otro puesto de director ejecutivo. Steve Bornstein lo reemplazó en el puesto de director ejecutivo, ascendiendo desde el segundo puesto de vicepresidente ejecutivo a cargo de programación y producción.
ESPN era el canal de cable más grande a fines de 1983 con 28,5 millones de hogares. También en 1983, la empresa comenzó a distribuir programación fuera de los Estados Unidos. Getty Oil, Anheuser-Busch y la NCAA se involucraron con el nuevo canal de cable. En 1984, la cadena de televisión estadounidense ABC compró una participación mayoritaria en la empresa. Con ABC Radio Network, la compañía inició ESPN Radio Network en 1991 con una programación de 16 horas por semana. La división de programación deportiva de Ohlmeyer Communications se compró en marzo de 1993. ESPN lanzó ESPN2 el 1 de octubre de 1993 a las 7:30 p. m. El canal en ese momento estaba dirigido a personas de 18 a 34 años. En 1994, ESPN adquirió Creative Sports y de Dow Jones una participación del 80 por ciento en SportsTicker. ABC luego se fusionó con Capital Cities Communications, y la compañía combinada fue comprada por The Walt Disney Company en 1996. En 1997, ESPN adquirió Classic Sports Network.
En 2006, ESPN adquirió North American Sports Network (NASN). Fue rebautizado como ESPN America el 1 de febrero de 2009.
En agosto de 2016, Disney compró una participación de 1/3 en BAMTech por $1000 millones de dólares de MLB Advanced Media con la opción de comprar una participación mayoritaria, que luego ejerció y ahora posee el 75%. Disney compró la participación para desarrollar primero un servicio de transmisión por suscripción con la marca ESPN, más tarde llamado ESPN+.
En julio de 2023, se informó que Disney estaba contemplando vender una participación accionaria en ESPN a un socio externo, como parte de una futura expansión de su negocio del streaming para incluir los canales lineales de ESPN.
El 8 de agosto de 2023, Penn Entertainment anunció un acuerdo de 2 mil millones de dólares con ESPN para cambiar el nombre de sus servicios de apuestas deportivas Barstool Sportsbook a ESPN Bet. Como parte del acuerdo, ESPN recibirá 1500 millones de dólares en efectivo durante 10 años y adquirirá 500 millones de dólares en acciones de Penn.
El 6 de febrero de 2024, ESPN anunció una empresa conjunta con Fox Sports y TNT Sports para ofrecer el servicio de streaming Venu Sports, que incluía los principales canales de deportes lineales de las tres organizaciones y los derechos de transmisión asociados, que se esperaba lanzarse en otoño de 2024. Posteriormente, tras una demanda realizada por el vMVPD FuboTV debido a preocupaciones antimonopolio y su apoyo por parte de Dish Network y DirecTV que causaron que se aplazara el lanzamiento del servicio, el 10 de enero de 2025, las tres empresas involucradas en la compañía conjunta dieron a conocer oficialmente que se cancelaría definitivamente el estreno de Venu Sports. En mayo de 2025, ESPN anunció oficialmente que lanzaría un servicio de streaming directo al consumidor nombrado simplemente ESPN más adelante en ese mismo año, que incorporará los principales canales de televisión y contenidos de ESPN+, y se convertirá en la principal oferta de streaming para todos los suscriptores de ESPN.
El 5 de agosto de 2025, ESPN Inc. anunció que había llegado a un acuerdo para adquirir la división NFL Media de la National Football League (NFL). Este acuerdo le otorgará el control de propiedades mediáticas internas como NFL Network, NFL RedZone y el servicio oficial de fútbol americano fantasy de la NFL. Como parte del acuerdo, la NFL adquirirá una participación del 10% en ESPN, NFL Network y RedZone pasarán a formar parte del próximo servicio de streaming de ESPN, la NFL licenciará el contenido de NFL Films para su emisión en las cadenas de ESPN, e ESPN reasignará partidos seleccionados de su paquete de transmisión de la NFL al paquete exclusivo de NFL Network y viseversa. La NFL continuará produciendo RedZone para ESPN, y la adquisición excluye propiedades como NFL Films y NFL+. Incluso si el acuerdo obtiene la aprobación regulatoria, la mayoría de los cambios mencionados anteriormente podrían no entrar en vigor hasta al menos la temporada 2026 de la NFL.

## Canales de televisión, servicios de streaming e Internet

### Televisión
- ACC Network (2019-presente)
- ESPN (1979-presente)
- ESPN International (1989-presente)
  - ESPN Latinoamérica
    - ESPN Brasil
    - ESPN Caribbean

  - ESPN Países Bajos
  - ESPN Australia

- ESPN2 (1993-presente)
- ESPNews (1996-presente)
- ESPN Classic (1997-2021)
- ESPN PPV (1999-presente)
- ESPN Films (2001-presente)
- ESPN Deportes (2004-presente)
- ESPNU (2005-presente)
- ESPN Goal Line & Bases Loaded (2010-2020)
- ESPN Events, también llamado ESPN Regional Television
- Longhorn Network (2011-presente, empresa conjunta con la Universidad de Texas en Austin e IMG College)
- SEC Network (2014-presente)

### Radio
- ESPN Radio (1992-presente)
- ESPN Deportes Radio (2005-2019)
- ESPN Xtra (2008-presente)
- LRI710 ESPN 107,9 (2010-2018)
- Radio Eldorado ESPN (2007-2011)
- Radio Estadio ESPN (2011-2012)
- KESN (103.3 FM, Dallas-Fort Worth)
- KSPN (710 AM, Los Ángeles)
- WEPN-FM (98.7 FM, ciudad de Nueva York; operado por ESPN Inc. bajo un acuerdo de marketing local con su licenciatario, Emmis Communications )
- WEPN (AM) (1050 AM, ciudad de Nueva York)
- WMVP (1000 AM, Chicago; propiedad de Disney, pero operado por Good Karma Brands bajo un acuerdo de marketing local)

### Internet
- ESPN.com (1993-presente), sitio principal
- ESPN3 (2005-presente), conocido como ESPN360.com de 2005 a 2010
- ESPN Motion (2003-presente), video de banda ancha
- WatchESPN (2011-2019), conocido como ESPN Networks de 2010-2011
- ESPN+ (2018-presente), servicio de streaming por suscripción disponible en los Estados Unidos
- Star+ (2021-2024), fue un servicio de streaming por suscripción disponible en toda Latinoamérica, cesó sus transmisiones a Disney+
- ESPN en Disney+, sección de Disney+ qué está disponible en Latinoamérica, El Caribe y Estados Unidos
- ESPN Player,[33][34] servicio de streaming por suscripción disponible en mercados internacionales selectos
- The Undefeated,[35] se describe a sí mismo como “la principal plataforma para explorar las intersecciones de la raza, los deportes y la cultura.[36]
- espnW.com, centrándose en las mujeres
- ESPN.mobi, sitio móvil
- ESPNDeportes.com, idioma español
- ESPN FC, fútbol, anteriormente ESPN Soccernet
- ESPNF1.com, Fórmula 1
- ESPNcricinfo, críquet
- ESPNScrum.com, rugby
- EXPN.com, deportes extremos
- ESPNBoston.com, opera en conjunto con WEEI AM, propiedad de Entercom
- ESPNChicago.com
- ESPNCleveland.com, sitio conjunto de WKNR y WWGK, propiedad de Good Karma Brands
- ESPNDallas.com
- ESPNLosAngeles.com
- ESPNNewYork.com
- ESPNWisconsin.com, sitio conjunto de WAUK /Waukesha-Milwaukee y WTLX /Monona-Madison, propiedad de Good Karma Brands